# San Simón (Arizona)
San Simón es un lugar designado por el censo ubicado en el condado de Cochise en el estado estadounidense de Arizona. En el Censo de 2010 tenía una población de 165 habitantes y una densidad poblacional de 91,01 personas por km².

## Geografía
San Simón se encuentra ubicado en las coordenadas 32°16′5″N 109°13′52″O / 32.26806, -109.23111. Según la Oficina del Censo de los Estados Unidos, San Simón tiene una superficie total de 1.81 km², de la cual 1.81 km² corresponden a tierra firme y (0%) 0 km² es agua.

## Demografía
Según el censo de 2010, había 165 personas residiendo en San Simón. La densidad de población era de 91,01 hab./km². De los 165 habitantes, San Simón estaba compuesto por el 84.24% blancos, el 0% eran afroamericanos, el 1.82% eran amerindios, el 1.21% eran asiáticos, el 0.61% eran isleños del Pacífico, el 7.88% eran de otras razas y el 4.24% pertenecían a dos o más razas. Del total de la población el 30.3% eran hispanos o latinos de cualquier raza.